# Gonzalo Peillat

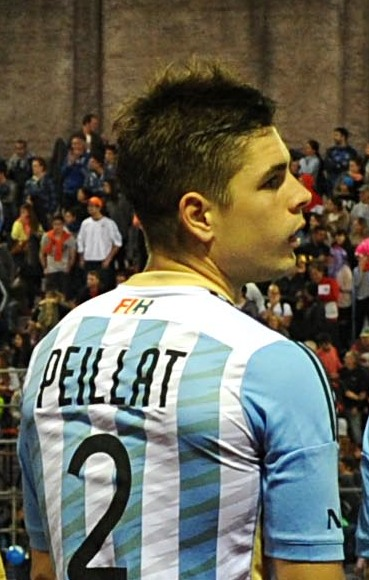
Gonzalo Peillat (2015)

Gonzalo Peillat ([ɡɔnˈt͡saːlo paɪ̯ˈʎat], * 12. August 1992 in Buenos Aires) ist ein ehemaliger argentinischer und aktueller deutscher Hockeyspieler. 2016 war er mit der argentinischen Nationalmannschaft Olympiasieger, 2014 war er Weltmeisterschaftsdritter. Seit dem 26. März 2022 spielt er für die deutsche Nationalmannschaft, mit der er 2023 Weltmeister und 2024 Olympiazweiter wurde.

## Sportliche Karriere
Gonzalo Peillat wirkte von 2012 bis 2019 in 153 Länderspielen für Argentinien mit. Als Strafeckenspezialist erzielte der Verteidiger in dieser Zeit 176 Länderspieltore.
2012 belegten die Argentinier den zehnten Platz bei den Olympischen Spielen in London. 2013 siegten die Argentinier bei den Südamerikameisterschaften. Bei der Weltmeisterschaft 2014 in Den Haag belegten die Argentinier in ihrer Vorrundengruppe den zweiten Platz hinter den Niederländern. Nach einer Halbfinalniederlage gegen die Australier gewannen die Argentinier das Spiel um die Bronzemedaille gegen die englische Mannschaft durch zwei Tore von Matías Paredes mit 2:0. Gonzalo Peillat war mit zehn Toren erfolgreichster Torschütze des Turniers. 2015 gewannen die Argentinier im Finale der Panamerikanischen Spiele in Toronto gegen die Kanadier mit 3:0. Gonzalo Peillat war mit 14 Toren, darunter 13 aus Strafecken, erfolgreichster Torschütze des Turniers.
Bis 2016 hatten die argentinischen Damen bei Olympischen Spielen zwei Silber- und zwei Bronzemedaillen gewonnen, die beste Platzierung der Herren war bei neun Teilnahmen der achte Platz 1988 und 2000. Bei den Olympischen Spielen in Rio de Janeiro belegten die Argentinier in ihrer Vorrundengruppe den dritten Platz hinter den Niederländern und den Deutschen. Im Viertelfinale bezwangen sie die spanische Mannschaft mit 2:1 und im Halbfinale besiegten sie die Deutschen mit 5:2. Im Finale gegen die belgische Mannschaft siegten die Argentinier mit 4:2 und waren damit Olympiasieger. Peillat war mit 11 Toren erfolgreichster Torschütze des Turniers. Ende 2018 belegten die Argentinier bei der Weltmeisterschaft in Bhubaneswar den siebten Platz.
Peillat begann seine Karriere beim Club Ferrocarril Mitre. 2014 ging er nach Europa zu HGC Wassenaar in den Niederlanden, ab 2016 spielte er für den Mannheimer HC. Mit Mannheim gewann er 2017 und 2024 den Meistertitel im Feldhockey.
Im Februar 2022 nahm Peillat die deutsche Staatsangehörigkeit an und besitzt damit den argentinischen, den italienischen und den deutschen Pass. Folgend reichte er am 25. Februar 2022 einen Antrag auf Spielberechtigung für die deutsche Nationalmannschaft beim FIH ein. Vorausgegangen war dieser Entscheidung ein Zerwürfnis Peillats mit dem argentinischen Hockeyverband, weshalb er seit 2019 für die argentinische Landesauswahl nicht mehr auftrat. Er debütierte für die deutsche Nationalmannschaft im März 2022. Bei der Weltmeisterschaft 2023 in Bhubaneswar spielte Peillat in allen sieben Spielen mit und erzielte sechs Tore. Ein Tor schoss er im Finale gegen Belgien. Deutschland wurde im Shootout Weltmeister. Bei den Olympischen Spielen 2024 in Paris gewann die deutsche Mannschaft ihre Vorrundengruppe vor den Niederländern, die im direkten Vergleich mit 1:0 bezwungen wurden. Mit einem 3:2 gegen die Argentinier und einem 3:2 im Halbfinale gegen die Inder erreichten die Deutschen das Finale gegen die Niederländer. Nach der regulären Spielzeit stand es 1:1, anschließend unterlagen die Deutschen im Shootout. Damit gewann Peillat die Silbermedaille und wurde dafür mit der deutschen Mannschaft am 4. November 2024 vom Bundespräsidenten mit dem Silbernen Lorbeerblatt ausgezeichnet.
Für Deutschland bestritt Peillat bis 16. August 2024 insgesamt 60 Länderspiele, in denen er 35 Tore erzielte.

## Persönliches
Peillat ist mit der argentinischen Hockeyspielerin Florencia Habif liiert.